# Hipgnosis
Hipgnosis – brytyjska grupa grafików specjalizująca się w projektowaniu okładek do albumów rockowych. Znana głównie ze współpracy z zespołami Pink Floyd, Led Zeppelin, Wishbone Ash, Genesis. Początkowo w skład Hipgnosis wchodzili Aubrey Powell i Storm Thorgerson, później dołączył do nich Peter Christopherson.

## Historia
Powell i Thorgerson rozpoczęli działalność w 1968 roku przy pracy nad A Saucerful of Secrets Pink Floyd (Roger Waters był znajomym Thorgersona ze studiów). Był to również początek współpracy grupy z EMI. Kariera Hipgnosis rozpoczęła się na dobre w 1973 roku, wraz z sukcesem The Dark Side of the Moon. Okładka przedstawiająca rozszczepienie światła do tej pory znajduje się w czołówce zestawień najlepszych okładek płytowych.
Ze względu na dużą liczbę ofert, które napłynęły do artystów po wydaniu tego albumu (m.in. od Black Sabbath, UFO, Genesis) grupa zmuszona była powiększyć skład. W 1974 roku wstąpił do niej (początkowo jako asystent) Christopherson. Na przestrzeni lat Hipgnosis współpracowali również: George Hardie, Colin Elgie, Richard Evans i Richardem Manning.
Grupa rozpadła się w 1983 roku, ale mimo tego Thorgerson zajmował się designem okładkowym (m.in. dla Pink Floyd).

## Styl
Twórczość grupy oparta była na fotografiach, głównie przedstawiających sceny związane z warstwą tekstową albumu. Zdjęcia miały opowiadać historię, stąd modele często ustawieni są w teatralnych pozach. Grupa modyfikowała zdjęcia używając do tego innowacyjnych jak na owe czasy technik retuszu.

## Wybrane prace
- AC/DC

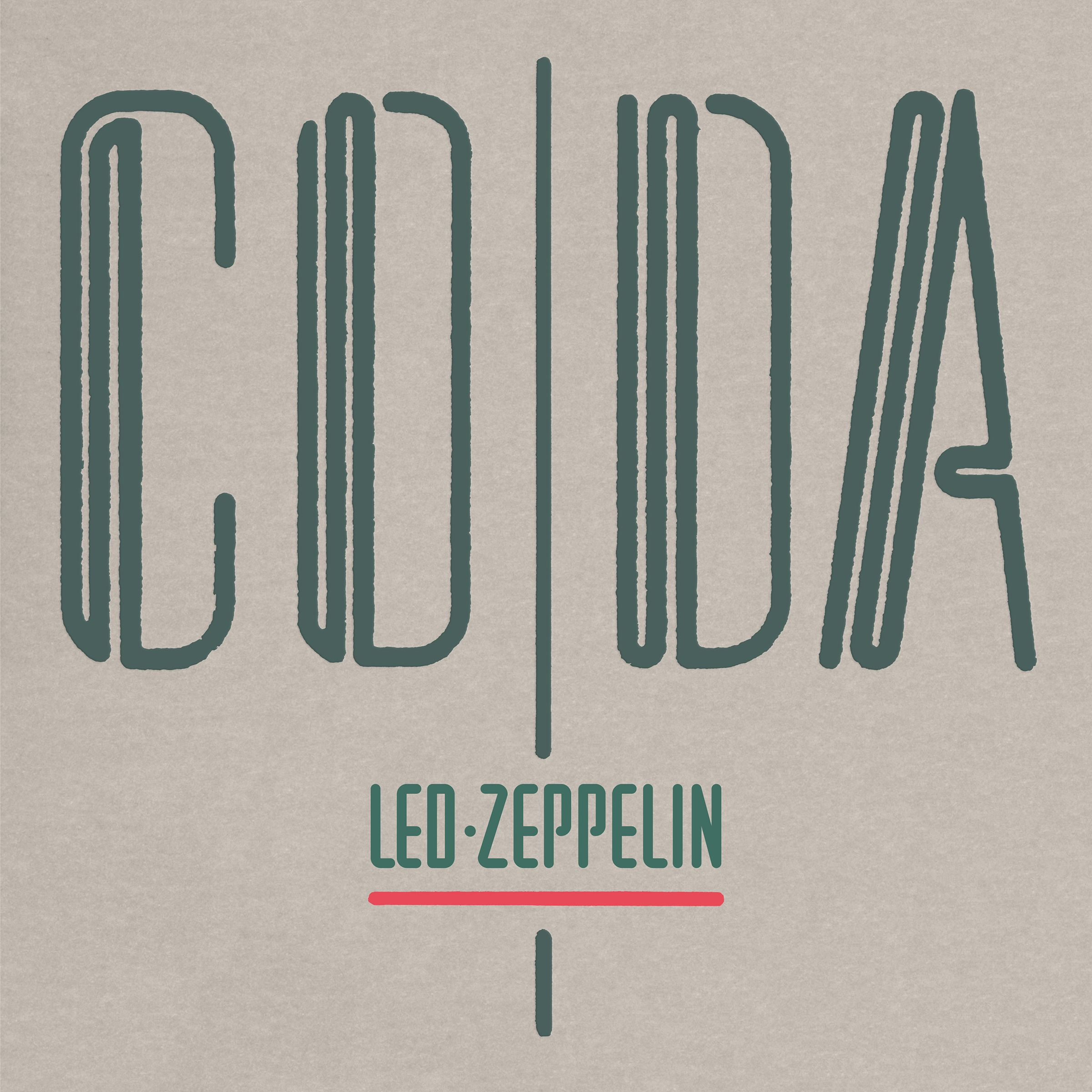
Okładka albumu Coda, zespołu Led Zeppelin, zrealizowana przez Hipgnosis

  - Dirty Deeds Done Dirt Cheap (1976)
- The Alan Parsons Project
  - Tales of Mystery and Imagination (1976)
  - Eve (1979)
- Black Sabbath
  - Technical Ecstasy (1976)
  - Never Say Die! (1978)
- Emerson, Lake & Palmer
  - Trilogy (1973)
- Genesis
  - The Lamb Lies Down on Broadway (1974)
  - A Trick of the Tail (1976)
- Led Zeppelin
  - Houses of the Holy (1973)
  - Presence (1976)
- Pink Floyd
  - A Saucerful of Secrets (1968)
  - Atom Heart Mother (1970)
  - Meddle (1971)
  - The Dark Side of the Moon (1973)
  - Wish You Were Here (1975)
  - Animals (1977)
- Rainbow
  - Difficult to Cure (1981)
  - Straight Between the Eyes (1982)
- Scorpions
  - Lovedrive (1979)
- Yes
  - Going for the One (1977)
  - Tormato (1978)